# إف. هربرت بورمان
إف. هربرت بورمان (بالإنجليزية: F. Herbert Bormann)‏ هو عالم بيئة أمريكي، ولد في 24 مارس 1922، وتوفي في 7 يونيو 2012.